# Wakefield-Peacedale
Wakefield-Peacedale és una concentració de població designada pel cens dels Estats Units a l'estat de Rhode Island. Segons el cens del 2000 tenia 8.468 habitants.

## Demografia
Segons el cens del 2000, Wakefield-Peacedale tenia 8.468 habitants, 3.221 habitatges, i 2.174 famílies. La densitat de població era de 671,4 habitants per km².
Dels 3.221 habitatges en un 36,5% hi vivien nens de menys de 18 anys, en un 50,4% hi vivien parelles casades, en un 13,1% dones solteres, i en un 32,5% no eren unitats familiars. En el 25,8% dels habitatges hi vivien persones soles el 10,2% de les quals corresponia a persones de 65 anys o més que vivien soles. El nombre mitjà de persones vivint en cada habitatge era de 2,58 i el nombre mitjà de persones que vivien en cada família era de 3,14.
Per edats la població es repartia de la següent manera: un 28,4% tenia menys de 18 anys, un 6,5% entre 18 i 24, un 29,6% entre 25 i 44, un 22,2% de 45 a 60 i un 13,2% 65 anys o més.
L'edat mediana era de 37 anys. Per cada 100 dones de 18 o més anys hi havia 83,4 homes.
La renda mediana per habitatge era de 50.313 $ i la renda mediana per família de 61.541 $. Els homes tenien una renda mediana de 47.470 $ mentre que les dones 26.922 $. La renda per capita de la població era de 24.191 $. Aproximadament el 3,9% de les famílies i el 5,4% de la població estaven per davall del llindar de pobresa.